# Goedgelovig.nl
Goedgelovig.nl was een Nederlands christelijk weblog. Het weblog was van maart 2007 tot maart 2014 in de lucht en becommentarieerde nieuws en achtergronden van christelijk Nederland op een satirische manier. 
Het weblog werd gestart door een groep columnisten, afkomstig uit verschillende kerken, die meenden dat humor, zelfkritiek en relativering binnen de christelijke wereld in Nederland te zeer ontbrak. De namen van deze columnisten werden niet bekendgemaakt, om te voorkomen dat hun broodwinning en kerkelijke activiteiten daarvan schade zouden ondervinden.
Het weblog werd soms de 'christelijke GeenStijl' genoemd, onder verwijzing naar de grootste shocklog van Nederland. Het verwijt dat Goedgelovig.nl ook God belachelijk maakte, werd door de makers tegengesproken. Steevast schreef goedgelovig.nl 'gristelijk'. Deze uitspraak van het woord 'christelijk' roept associaties op met 'stijve' orthodoxe protestanten.
Op 23 maart 2014 plaatste de site haar laatste bericht.

## Acties

#### Gouden Bikini en Mockfish Award
Goedgelovig.nl reikte jaarlijks de Gouden Bikini uit voor de christelijke organisatie die zich dat jaar het meest 'wereldvreemd' had gedragen. De prijs was vernoemd naar de levensgrote reclameposter waarop een dame met goudkleurige bikini staat afgebeeld en waartegen de Utrechtse ChristenUnie bij monde van toenmalig raadslid Mirjam Bikker in 2007 protesteerde. Ging de Gouden Bikini 2008 nog naar TRIN, in 2009 werd de 'prijs' uitgereikt aan Gertjan Goldschmeding, de voorganger van de Amersfoortse ACC Jouwkerk die in 2009 uitgebreid in de media verscheen omdat hij de pedagogische tik als opvoedmethode predikte. Medewerkers van Goedgelovig zeiden bedreigd te worden door medewerkers van Goldschmeding naar aanleiding van hun verslaggeving over de kerk en deden aangifte, maar trokken deze aangifte kort daarna weer in. In 2009 lanceerde de site  ook de Mockfish Award, als tegenhanger van de Webfish Award, die jaarlijks door de IKON en PKN wordt uitgereikt. De Mockfish Award was bestemd voor de lelijkste en saaiste christelijke website. De winnaar werd op dezelfde dag bekendgemaakt als de winnaar van de Webfish Award.

#### Arie Boomsma en de EO
Goedgelovig.nl heeft de breuk in 2009 tussen Arie Boomsma en de Evangelische Omroep op de voet gevolgd. Het weblog pretendeerde om als eerste te beschikken over de bijna-naaktfoto's van Boomsma die in het blad LINDA. zouden gaan verschijnen. Na de mislukte lancering van het EO-programma Loopt een man over het water... bood Goedgelovig.nl de EO een lijst met 171 nieuwe programma-ideeën aan.

#### Opwekkingslied 666
Een andere actie van Goedgelovig.nl was de lancering van een eigen Opwekkingslied 666 (Achterstevoren kun je het horen), naar aanleiding van het feit dat Stichting Opwekking in haar liedbundel het nummer 666 had overgeslagen.

#### Schreeuw om Leven
Goedgelovig.nl protesteerde ook tegen de plastic foetussen die begin 2009 door anti-abortusorganisatie Schreeuw om Leven rondgestuurd dreigden te worden.

#### TRIN en Mattheus van der Steen
Evangelisatie-organisatie TRIN, die door de weblogmakers als misleidend werd beschouwd, werd regelmatig op de korrel genomen. Mattheus van der Steen, leider van deze organisatie, claimde in 2008 en 2009 verschillende keren goudstof te hebben aangetroffen in zijn bijbel of op zijn schoenen. De goudstof wordt vaak in verband gebracht met Mozes, die volgens het Bijbelboek Exodus, na veertig dagen met God te hebben doorgebracht, zijn gezicht verbergen omdat Gods heerlijkheid van hem af straalde. Goedgelovig.nl kreeg een deel van  het 'goud' via een bezoeker in handen en liet dit onderzoeken. Waarborg Holland, de keuringsinstantie voor edelmetalen in Nederland, stelde na onderzoek dat de stof "in geen enkel opzicht gouden elementen" bevatte. Wel werd er koper aangetroffen.

#### Frank Ouweneel
Ook opmerkelijk waren enkele onthullingen over Frank Ouweneel: deze Bijbelleraar zou bijvoorbeeld bewust feiten en bronnen verzinnen in zijn videopresentatie over de eindtijd en zou geen berouw hebben getoond na overspel.

## Waardering en bereik
In maart 2008 ontving het weblog de Gouden Webfish Award, een jaarlijkse prijs van IKON en PKN voor de beste christelijke website. Goedgelovig.nl stond in mei 2009 op plaats 44 (als hoogste christelijke log) van een door Blogbeat opgestelde ranglijst van 70.000 geïndexeerde Nederlandse weblogs.